# Daniël van Geraardsbergen
Daniel van Geraardsbergen (1116-1196) was de derde abt (van 1164 tot 1196) van de Abdij van Cambron. Deze cisterciënzer abdij werd gesticht in 1148 door Bernardus van Clairvaux.
Daniel was de telg van een adellijke familie uit Geraardsbergen. Hij was zeer nederig en sober en wilde niet aangesproken worden met abt maar als nederige dienaar van de kerk van Cambron. Hij hielp Boudewijn de Moedige, graaf van Henegouwen, bij de voorbereiding van de kruistochten. Hij stierf op 20 januari 1196. In de menoloog van de cisterciënzers is hij vernoemd als de zalige Daniël.